# Via Asinaria

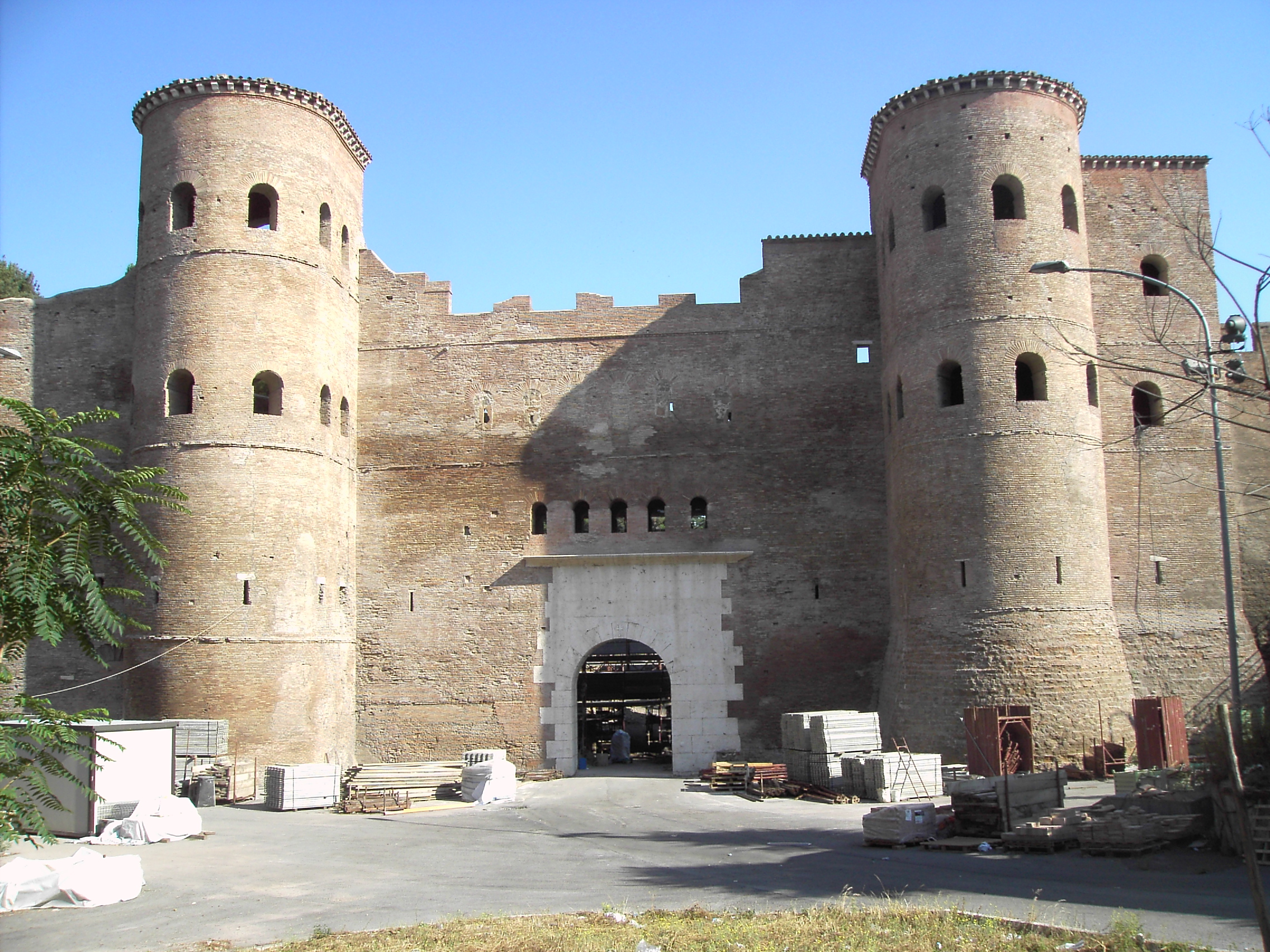
La porta Asinaria d'où commence la via Asinaria.

La via Asinaria est une ancienne voie romaine qui part de la porta Asinaria construite sur le mur d'Aurélien à Rome.

## Description
Elle est reliée à la via Latina, car il est rapporté que le général byzantin Bélisaire, lors de l'avancée sur Rome, quitte la via Latina pour pouvoir entrer dans la ville par la porta Asinaria. Cette dernière est considérée comme l'une des principales entrées pour ceux qui viennent du sud, car la porta San Giovanni ne date que du XVIIe siècle et elle n'existe pas pendant l'Antiquité.
La via Asinaria est mentionnée par l'historien Rufius Festus, qui la situe entre la via Ardeatina et la via Latina. Ainsi, l'historien indique que le parcours, parti de la porta Asinaria à l'est de la via Latina, devait prévoir une traversée de cette dernière, la via Ardeatina étant à l'ouest de la via Latina, de l'autre côté de la porte. Cependant, l'itinéraire réel est débattu parmi les historiens, mais probablement la partie initiale aux portes de Rome coïncide avec celle de la via Appia Nuova moderne.